# ミラノ〜サンレモ2014
ミラノ〜サンレモ2014は、ミラノ〜サンレモの105回目のレース。2014年3月23日に行なわれた。

## 参加チーム
UCIプロチーム
| チーム名                           | 国籍           | コード |
| ---------------------------------- | -------------- | ------ |
| AG2R・ラ・モンディアル             | フランス       | ALM    |
| アスタナ                           | カザフスタン   | AST    |
| ベルキン・プロサイクリング・チーム | オランダ       | BEL    |
| BMC・レーシングチーム              | アメリカ合衆国 | BMC    |
| キャノンデール・プロサイクリング   | イタリア       | CAN    |
| FDJ                                | フランス       | FDJ    |
| ガーミン・シャープ                 | アメリカ合衆国 | GRS    |
| ランプレ・メリダ                   | イタリア       | LAM    |
| ロット・ベリソル                   | ベルギー       | LTB    |
| モビスター・チーム                 | スペイン       | MOV    |
| オメガファーマ・クイックステップ   | ベルギー       | OPQ    |
| オリカ・グリーンエッジ             | オーストラリア | OGE    |
| チーム・ユーロップカー             | フランス       | EUC    |
| チーム・ジャイアント＝シマノ       | オランダ       | GIA    |
| カチューシャ                       | ロシア         | KAT    |
| チーム・スカイ                     | イギリス       | SKY    |
| ティンコフ＝サクソ                 | デンマーク     | TCS    |
| トレック・ファクトリー・レーシング | アメリカ合衆国 | TFR    |

招待チーム
- アンドローニ・ジョカットーリ - ベネスエラ（ イタリア・AND）
- バルディアーニ＝CSF（英語版、イタリア語版）（ イタリア・BAR）
- IAMサイクリング( スイス・IAM)
- MTN＝クベカ（英語版）（ 南アフリカ共和国・MTN）
- ネーリ・ソットーリ ( イタリア・NRI)
- チーム・ネットアップ＝エンドゥーラ（英語版）( ドイツ・TNE)
- ユナイテッド・ヘルスケア（英語版） ( アメリカ合衆国・UHC)

## 成績
- ミラノ 〜 サンレモ 294㎞

| 順位 | 選手名                     | 国籍       | チーム                             | 時間          |
| ---- | -------------------------- | ---------- | ---------------------------------- | ------------- |
| 1    | アレクサンダー・クリストフ | ノルウェー | チーム・カチューシャ               | 6時間55分56秒 |
| 2    | ファビアン・カンチェラーラ | スイス     | トレック・ファクトリー・レーシング | 同            |
| 3    | ベン・スウィフト           | イギリス   | チーム・スカイ                     | 同            |
| 4    | フアン・ホセ・ロバト       | スペイン   | モビスター・チーム                 | 同            |
| 5    | マーク・カヴェンディッシュ | イギリス   | チーム・スカイ                     | 同            |
| 6    | ソンニ・コルブレッリ       | イタリア   | バルディアーニ＝CSF                | 同            |
| 7    | ズデニェク・シュティバル   | チェコ     | オメガファーマ・クイックステップ   | 同            |
| 8    | サシャ・モドロ             | イタリア   | ランプレ・メリダ                   | 同            |
| 9    | ゲラルト・ツィオレック     | ドイツ     | MTN＝クベカ                        | 同            |
| 10   | ペテル・サガン             | スロバキア | キャノンデール・プロサイクリング   | 同            |